# Paul Vincent Carroll
Paul Vincent Carroll (Dundalk, 10 luglio 1900 – Bromley, 20 ottobre 1968) è stato uno scrittore, drammaturgo e sceneggiatore irlandese.

## Biografia
Paul Vincent Carroll, dopo aver effettuato il corso di studi al Saint Patrick's College di Dublino, si dedicò al teatro e nel 1932 vinse con Ciò che è di Cesare (Things that are Caesar's) un premio messo in palio dall'Abbey Theatre.
Cinque anni dopo ottenne il suo primo grande successo con Ombra e sostanza (Shadow and Substance, 1937), messa in scena all'Abbey Theatre e successivamente al Golden Theatre di New York.
Gli argomenti prediletti da Carroll, uno dei pochi autori cattolici del Movimento drammatico irlandese tra le due guerre, sono quelli relativi alle contraddizioni tra la sanità semplice degli umili e il falso moralismo delle convenzioni.
In Ombra e sostanza, una servetta salva con la sua semplice fede un prelato smarritosi nell'intellettualismo; invece ne Il corsiero bianco (The White Steed, 1939) l'indulgente saggezza di un vecchio canonico si dimostra più efficace dell'impietosa severità di un giovane prete.
Tra le sue altre opere principali si possono menzionare: Le macchine verdi vanno a est (The green cars go East, 1947); I saggi non hanno parlato (The wise have not spoken, 1947); Il diavolo è venuto da Dublino (The devil came from Dublin, 1952), rappresentata a Broadway con il titolo Il santo ribelle (The wayward saint, 1955); Storie e opere teatrali irlandesi (Irish stories and plays, 1958).

## Opere
- Ciò che è di Cesare (Things that are Caesar's, 1932);
- Ombra e sostanza (Shadow and Substance, 1937);
- Il corsiero bianco (The White Steed, 1939);
- Le macchine verdi vanno a est (The green cars go East, 1947);
- I saggi non hanno parlato (The wise have not spoken, 1947);
- Il diavolo è venuto da Dublino (The devil came from Dublin, 1952), rappresentata a Broadway con il titolo Il santo ribelle (The wayward saint, 1955);
- Storie e opere teatrali irlandesi (Irish stories and plays, 1958).